# Joanna Rutkowiak
Joanna Justyna Rutkowiak (ur. 21 sierpnia 1935 w Warszawie, zm. 15 maja 2025) – polska pedagog, profesor nauk humanistycznych.

## Życiorys
W 1957 r. ukończyła studia pedagogiczne w Instytucie Pedagogicznym im. Hercena w Sankt-Petersburgu, w 1969 r. obroniła w Wyższej Szkole Pedagogicznej w Gdańsku pracę doktorską Błędy dydaktyczne początkujących nauczycieli napisaną pod kierunkiem Ludwika Bandury, w 1979 r. habilitowała się na podstawie pracy Instytucjonalne czynniki doskonalenia zawodowego nauczycieli. W 1993 r. uzyskała tytuł profesora nauk humanistycznych.
Pracowała na Uniwersytecie Gdańskim, gdzie od 1980 kierowała Zakładem Dydaktyki, a także w Olsztyńskiej Szkole Wyższej im. Józefa Rusieckiego, w Akademii Muzycznej im. Stanisława Moniuszki w Gdańsku, oraz w Szkole Wyższej im. Pawła Włodkowica w Płocku.
Była członkiem Komitetu Nauk Pedagogicznych PAN.
W 1998 otrzymała tytuł doktora honoris causa Uniwersytetu w Linköping.